# 황주연 (범죄인)
황주연(1975년 2월 6일 ~ )은 대한민국의 무에타이 선수 출신 범죄자이다. 2000년, 아내 김모(1975년 8월 23일 ~ 2008년 6월 17일)씨와 결혼했으나, 끊임없이 가정폭력을 행사했으며 이를 못 견딘 아내가 2003년에 이혼을 요구해 이혼했다. 그러나 2006년 아내에게 사죄해서 재결합했다.
하지만 가정폭력 버릇을 고치지 못해 아내는 2007년에 다른 남자와 결혼한다면서 이혼을 요구했으며 이것이 황주연이 아내를 살해하게 된 결정적 이유였다. 황주연은 딸을 데리고 나와서 아내에게 만나자고 요구했으며 아내는 지인 1명과 같이 서울고속버스터미널 센트럴시티에서 만났다. 이 때 황주연은 아내와 지인을 발리송으로 마구 찌른 뒤 무단횡단을 하고 도주하여 지하철을 타고 사라졌다.
아내는 병원 이송 후 약 20분 만에 사망했으며 지인은 중태에 빠졌지만 병원에 후송되어 목숨을 건졌다.
이후 황주연은 전국에 현상수배 되었으나 현재까지도 잡히지 않아 대한민국 역사상 최장기 현상수배범(16년)이라는 기록을 갖게 되었다. 이 때문에 황주연이 해외 도피를 했다는 의견이 제시되고 있다.

## 기타
- 현상수배서에 '양쪽 귀 모양이 특이함'이라고 명시되어 있는데 이는 만두귀이며 만두귀는 격투기 선수들에게 나타나는 일종의 직업병이다. 그래플링을 오래 하면 귀가 파열되어 만두 모양이 되는데 이 때문에 만두귀라 한다.

- 슬하에 1녀가 있다. 당시 초등학생이었으며, 사건 당일 집을 나서며 딸에게는 엄마 만나러 가자고 한 뒤에 트럭 조수석에 태우고 갔지만 도주 이후 딸의 행적은 불명이다.

- 지인들에게 하는 말버릇이 범죄자들이 잡히는 게 난 이해가 안 간다. 나는 경찰에게 절대로 안 잡힐 자신 있다. 잡히는 놈이 병X이다였다.

- 2008년 7월 10일부터 행방이 묘연하다.

## 방송
- 그것이알고싶다 1177회